# ピーチ・ツリー・ロード
ピーチ・ツリー・ロード(Peachtree Road　)は、2004年に発表されたエルトン・ジョンのアルバム。

## 解説
懐かしいアメリカンロックといった風情のアルバム。前年に交通事故で亡くなった、初期を支えたプロデューサー、ガス・ダッジョンに捧げられた。
日本版はエンハンスド仕様で「許されたものすべて」「アンサー～」のプロモーションビデオが収録されている。
イギリスでは翌年の再発盤から、ミュージカル『ビリー・エリオット』への提供曲三曲を追加収録。ジャケットもエルトンのイラストに変更となった。他に豪華版としてライヴDVDを同梱したものも発売された。
なおこのアルバムを最後にエルトンはアメリカでのシングル発売を中止した。

## 収録曲

### 通常・日本版
1. 世界の重み -　The Weight Of The World
2. あの軒先のブランコ - Porch Swing In Tupelo
3. アンサー・イン・ザ・スカイ - Answer In The Sky
4. ターン・ザ・ライツ・アウト - Turn The Lights Out When You Leave
5. マイ・エルーシヴ・ドラッグ - My Elusive Drug
6. ゼイ・コール・ハー・ザ・キャット - They Call Her The Cat
7. フリークス・イン・ラヴ - Freaks In Love
8. 許されたものすべて - All That I'm Allowed
9. アイ・ストップ・アンド・アイ・ブリーズ - I Stop And I Breathe
10. あふれる涙 - Too Many Tears
11. イッツ・ゲッティング・ダーク・ヒア - It's Getting Dark In Here
12. アイ・キャント・キープ・ジス・フロム・ユー - I Can't Keep This From You

- 作詞　バーニー・トーピン
- 作曲　エルトン・ジョン

### 英国版追加曲
1. The Letter
2. Merry Christmas Maggie Thatcher
3. Electricity

- 作詞　リー・ホール
- 作曲　エルトン・ジョン

### 英国豪華版ライヴDVD収録曲
2004年11月、アトランタでのライヴ。
1. 世界の重み -　The Weight Of The World
2. あの軒先のブランコ - Porch Swing In Tupelo
3. アンサー・イン・ザ・スカイ - Answer In The Sky
4. ターン・ザ・ライツ・アウト - Turn The Lights Out When You Leave
5. マイ・エルーシヴ・ドラッグ - My Elusive Drug
6. ゼイ・コール・ハー・ザ・キャット - They Call Her The Cat
7. フリークス・イン・ラヴ - Freaks In Love
8. 許されたものすべて - All That I'm Allowed
9. アイ・キャント・キープ・ジス・フロム・ユー - I Can't Keep This From You